# Infantile Sexualität
| Dieser Artikel wurde aufgrund von inhaltlichen Mängeln auf der Qualitätssicherungsseite der Redaktion Sexualität eingetragen. Dies geschieht, um die Qualität der Artikel aus dem Themengebiet Sexualität auf ein akzeptables Niveau zu bringen. Hilf mit, die inhaltlichen Mängel dieses Artikels zu beseitigen, und beteilige dich an der Diskussion. |

Mit infantiler Sexualität oder frühkindlicher Sexualität wird die Geschlechtlichkeit des Menschen von der Geburt bis zum Erreichen der Pubertät bezeichnet. Dieses Konzept spielt in der klassischen Psychoanalyse eine wesentliche Rolle, da es davon ausgeht, dass die psychische Entwicklung erheblich durch die Sexualität beeinflusst wird.

## In der Psychoanalyse
Die Sexualwissenschaft des beginnenden 20. Jahrhunderts entdeckte die Sexualität des Kindes als Gegenstand der Forschung. Auslöser der späteren Diskussion war die Theorie von Sigmund Freud, die mit dem Begriff der infantilen Sexualität bis heute immer noch verbunden wird. Die Selbstzuschreibung Freuds, als Entdecker der kindlichen Sexualität zu gelten, ist historisch widerlegt und als Bestandteil der „Freud-Legende“ nachgewiesen. Der Wiener Arzt und Sexualforscher publizierte 1904 bis 1905 sein Werk Drei Abhandlungen zur Sexualtheorie.

### Freuds Theorien
Nach Freud ist die Asexualität des Kindes ein realitätsfernes Ideal und ein folgenschwerer Irrtum. Die menschliche Sexualität sei von Geburt an wirksam und habe eine komplexe Entwicklungsgeschichte. Bereits das neugeborene Kind bringe sexuelle Regungen mit auf die Welt, die sich zunächst eine Zeit lang weiterentwickeln und sich zum Beispiel in der sogenannten Zeigelust äußern, nach einer Blütephase um das dritte bis vierte Lebensjahr aber einer fortschreitenden Unterdrückung unterliegen würden. Erst mit der Pubertät setze sich die sexuelle Entwicklung wieder fort. Freud sprach hier von einem zweizeitigen Ansatz der sexuellen Entwicklung des Menschen, der von einer mehrere Jahre andauernden sexuellen Latenzperiode unterbrochen wird. Im Rahmen der Triebtheorie verankerte Freuds erweiterter sexualitätsgenetischer Ansatz die psychosexuelle in der physiologischen, phasenmäßig verlaufenden Entwicklung.

### Phasen der sexuellen Entwicklung
Jede Phase der sexuellen Entwicklung ist nach Freud durch das Vorherrschen bestimmter erogener Zonen gekennzeichnet, die Freud als Lustzentren bezeichnete.
- Die orale Phase (von lat. os, Gen. oris: der Mund) ist die erste Äußerung der kindlichen Sexualität. Sie findet im Säuglings- und Kleinkindalter statt und dauert etwa bis zum 2. Lebensjahr. Sie stellt die primitivste Stufe der psychosexuellen Entwicklung dar, in welcher der Mund als primäre Quelle der Befriedigung dient, zum Beispiel durch Nuckeln und Saugen. Nach Ende der oralen Phase lösen andere erogene Zonen den Mund als vorherrschendes Lustzentrum ab; der Mensch behält aber die Fähigkeit zum oralen Lustgewinn, wie beispielsweise bei der Berührung seiner Lippen mit den Lippen des Partners als erotischer Reiz beim Kuss.[4] Die unbewusste Wunscherfüllung ebenso wie deren Versagung stellt der primäre Narzissmus dar.[5]
- In der analen Phase (von lat. anus der After), die sich etwa vom 2. bis 3. Lebensjahr vollzieht, erlangt das Kind zuerst durch das Ausscheiden von Exkrementen (Defäkation) und anschließend durch deren Zurückhaltung Befriedigung. Abhängig von kulturellen Normen können äußere Anforderungen in Konflikt zu diesen Bedürfnissen stehen, wodurch die Freude, die das Kind an dieser Stimulationszone empfindet, reguliert und unterdrückt wird: „Kinder, welche die erogene Reizbarkeit der Afterzone ausnützen, verraten sich dadurch, dass sie die Stuhlmassen zurückhalten, bis dieselben durch ihre Anhäufung heftige Muskelkontraktionen anregen und beim Durchgang durch den After einen starken Reiz auf die Schleimhaut ausüben können.“[6] Die anale Phase trägt zur Sauberkeitserziehung, zum Erlernen des sozialen Miteinanders, zur Konfliktfähigkeit und zur späteren Über-Ich-Entwicklung bei. Nach Freud kann das Kind in der analen Phase in Konflikte geraten, je nachdem, wie von den Erziehern mit der Sauberkeitserziehung umgegangen wird.[7] Ungelöste Probleme können unter Umständen zur Herausbildung eines so genannten „analen Charakters“ führen, der durch Geiz, Pedanterie und übertriebenen Ordnungssinn gekennzeichnet sei.[5] Fixierung und dadurch bedingte Regression auf die späte anale Phase kann zur Entwicklung zwanghafter Verhaltensweisen führen.[8]
- In der phallischen oder ödipalen Phase (von. griech. φαλλός phallós: das männliche Glied), die etwa vom 3. bis 5. Lebensjahr dauert, richtet sich der Großteil der Aufmerksamkeit auf die Erforschung des eigenen Körpers sowie das Anfassen und Stimulieren des Penis oder der Klitoris.[9] Die Triebwünsche in dieser Phase äußern sich in der Regel im Begehren des gegengeschlechtlichen Elternteils. Aus diesem Begehren ergibt sich ein Konflikt, den Freud „Ödipuskonflikt“ genannt hat – nach der Figur des Ödipus aus der gleichnamigen Tragödie von Sophokles.[10] Das Kind identifiziert sich mit dem gleichgeschlechtlichen Elternteil, was zum Erwerb der jeweiligen Geschlechterrolle führt. Bei einem ungünstigen Verlauf der Entwicklung kann dieser Konflikt bestehen bleiben, was in der psychoanalytischen Literatur häufig Ödipus-Komplex genannt wird. Dies ist zum Beispiel der Fall, wenn sich ein Kind bzw. der erwachsene Mensch von dem geliebten Elternteil nicht loslösen kann. Eine mögliche Folge eines nicht überwundenen Ödipus-Konfliktes ist die Nichtbejahung der eigenen Geschlechterrolle.[5]
- Vom 5. bis 11. Lebensjahr erfolgt in der Latenzperiode (von lat. latere: verborgen sein) die Befriedigung durch das Erlangen von Fähigkeiten und der Erkundung der Umwelt. Das Kind wird fähig, auf Lustbefriedigung zu verzichten, sie auf einen späteren Zeitpunkt zu verschieben oder in andere Energie, wie zum Beispiel in sachliches Interesse, umzusetzen (Sublimierung). Kulturelle Werte werden von Vorbildern übernommen (Lehrer, Nachbarn, Bekannte, Klubleiter, Trainer) und kognitive Fähigkeiten erworben. Die Schule und das Spielen mit Geschlechtsgenossen nimmt an Bedeutung zu, während die Sexualität verdrängt wird. Sexuelle Energie werde zwar produziert, jedoch in soziale Beziehungen und in den Aufbau einer Abwehr gegen die Sexualität kanalisiert.
- Die genitale Phase (von lat. gens, gentis: das Geschlecht) tritt etwa ab dem 12. Lebensjahr ein. Mit Beginn der Vorpubertät erwacht die Sexualität unter dem Einfluss der Sexualhormone zu neuer Macht. Sie tritt nun in eine weitere Funktion: Sie dient auch der Fortpflanzung, nicht mehr nur der Lustbefriedigung: „Die Herstellung dieses Primats [der Genitalien] im Dienste der Fortpflanzung ist also die letzte Phase, welche die Sexualorganisation durchläuft.“[11] War das Interesse des Kindes in den frühkindlichen Phasen noch mehr oder weniger selbstbezogen und das Sexualobjekt in der Familie zu suchen, so werden jetzt Sexualpartner außerhalb der Familie gewählt (Exogamie). Sexualität tritt in den Dienst der zwischenmenschlichen Partnerschaft. Damit ist sie nicht mehr nur eine Funktion, die man für etwas einsetzen kann – zur Lustbefriedigung oder Kinderzeugung –, sondern eine wichtige Form sozialer Interaktion und Kommunikation.

Mit diesen Phasen entlang der jeweils entwicklungsgemäß vorherrschenden erogenen Zone korreliert eine Entwicklung der Libidobesetzung vom Autoerotismus über den Narzissmus zur Objektwahl. Hier ist Freuds Theorie allerdings nicht einheitlich. Sein erstes Modell kannte nur den Autoerotismus der infantilen Sexualität im Gegensatz zur erwachsenen, objektorientierten Libido. In einem zweiten Schritt führte er den Narzissmus als Zwischenstufe ein, der eine Vereinheitlichung der Partialtriebe durch Besetzung des gesamten Körpers leisten soll (Bildung eines zentralen Körperschemas im Gegensatz zur Ungeordnetheit regionaler Libidozonen als erste Stufe der Bildung eines Ich). Diese Synthese nannte er später den „sekundären Narzissmus“; er postulierte zugleich einen „primären Narzissmus“, der schon das vorgeburtliche Leben charakterisieren soll.
Nach der Triebtheorie kommt es zu entwicklungsbedingtem Verhalten und Ansprüchen des Kindes, die auch unter normalen Bedingungen an bestimmten Punkten mit den Ansprüchen der Umwelt in Konflikt geraten. In der Regel hat das Kind dabei zu lernen, seine Triebwünsche zugunsten des Realitätsprinzips zurückzustellen. Die Lösung der in den jeweiligen Entwicklungsphasen auftretenden Konflikte bedeutet jeweils einen weiteren wichtigen Schritt in der Persönlichkeitsentwicklung. Unter problematischen Bedingungen, etwa durch abweisende, aggressive oder auch (latent) inzestuöse Eltern, die das Kind nicht (behutsam) in die notwendigen Schranken weisen, können im Verlauf dieser Entwicklung Ausgangspunkte für spätere Persönlichkeitsstörungen des Kindes gelegt werden.
In diesem Sinne entwickelte Erik H. Erikson in Kindheit und Gesellschaft (orig. Childhood and society; erstmals 1950) das freudsche Konzept zu einem Stufenmodell der psychosozialen Entwicklung weiter. Auf der Grundlage der triebtheoretischen Phasenlehre entwarf er eine Psychologie kindlicher Entwicklung, die in typischen, phasenspezifischen Konflikten fortschreitet.
Das Phasenmodell wird darüber hinaus Grundlage einer psychoanalytischen Charakterkunde, die nach dem Vorbild der freudschen Beschreibung des analen Charakters weitere Charaktere (oraler, urethraler, phallisch-narzisstischer und genitaler Charakter) unterscheidet.

### Die polymorph perverse Anlage
Laut Freud bringt das Kind so genannte „polymorph perverse“ Anlagen mit auf die Welt, die sich bei Durchbrüchen der sexuellen Latenzperiode in vielfältigen Paraphilien manifestieren können (der Begriff der Perversion wird dabei nicht pejorativ (abwertend) verwendet, sondern wertneutral). Das vorpubertäre Kind neigt im Vergleich zu den meisten Erwachsenen stärker zu Paraphilien, da seine seelischen Dämme – wie Scham, Ekel und Moral – je nach Alter erst im Entstehen begriffen sind. Zu den in der Kindheit ausgelösten Paraphilien zählen unter anderem die folgenden sexuellen Neigungen:
- Exhibitionismus
- Fetischismus
- Sadomasochismus
- Voyeurismus

Nach Freud weisen paraphile Erwachsene somit eine Form der Sexualität auf, die in ihrer Entwicklung gehemmt wurde und auf einer kindlichen Stufe stehengeblieben ist. Wo eine bestehende Neigung zur Paraphilie verdrängt wird, entstehe an deren Stelle eine Neurose. Die Neurose bezeichnet Freud als das Negativ der Perversion. Durch den Prozess der Sublimierung dagegen könne eine paraphile Neigung in intellektuelle oder künstlerische Schaffenskraft umgewandelt werden. Hierin sieht Freud einen Motor der Kulturentwicklung.
Laut Otto F. Kernberg stellen polymorph-perverse sexuelle Anlagen ein klassisches Symptom im Rahmen von Borderline-Persönlichkeitsstörungen dar.

### Kastrationskomplex und Penisneid
Sigmund Freud diagnostizierte zwei geschlechtstypische kindliche Komplexe, die sich aus dem anatomischen Merkmal ergeben, dass die weiblichen Genitalien im Gegensatz zu den männlichen äußerlich kaum zu sehen sind. Demnach leiden Knaben unter der bewussten oder unbewussten Angst, man könnte ihren Penis abschneiden, da die Existenz von penislosen Altersgenossinnen dies als Möglichkeit vorstellbar macht. Mädchen dagegen würden an ihrem Körper ein dem Penis gleichwertiges Organ vermissen: „Das kleine Mädchen verfällt nicht in ähnliche Abweisungen, wenn es das anders gestaltete Genitale des Knaben erblickt. Es ist sofort bereit, es anzuerkennen, und es unterliegt dem Penisneide, der in dem für die Folge wichtigen Wunsch, auch ein Bub zu sein, gipfelt.“ Heutige Ansichten gehen davon aus, dass Penisneid und Kastrationsangst nicht zwangsläufig auftreten, sondern nur, wenn die sozialen und erzieherischen Umstände dies befördern – zum Beispiel durch eine gesellschaftliche Benachteiligung von Mädchen gegenüber Jungen, wie das zu Freuds Zeiten praktisch immer der Fall war.

### Die Pubertät
Nach der Überwindung der sexuellen Latenzperiode laut Freud erhält in der Pubertät der Genitalapparat des Kindes den Vorrang vor anderen erogenen Zonen (Lustzentren). War der Sexualtrieb bis dahin hauptsächlich autosexuell, so sucht er nun sein Sexualobjekt und stellt sich in den Dienst der Fortpflanzungsfunktion.
Die Vorherrschaft der Genitalzone entsteht durch die Ausnützung der Vorlust, in dem davon ursprünglich unabhängige Handlungen, die aber auch mit Lust und Erregung verbunden sind, nun zu vorbereitenden Akten für das neue Sexualziel, den Orgasmus, werden.
Bei der Objektwahl sei das Kind gemäß der Freudschen Lehre durch seine vorpubertäre Prägung zunächst versucht, diejenigen Personen zu Sexualobjekten zu machen, die es mit einer „abgedämpften Libido“ seit seiner Kindheit liebt, also seine Eltern bzw. Pflegepersonen: „Um das Bild des infantilen Sexuallebens zu vervollständigen, muss man hinzunehmen, dass häufig oder regelmässig bereits in den Kinderjahren eine Objektwahl vollzogen wird, wie wir sie als charakteristisch für die Entwicklungsphase der Pubertät hingestellt haben […].“ Jedoch sei in der Zeit der sexuellen Latenz neben anderen Sexualhemmnissen auch die Inzestschranke gereift. So wird die Objektwahl von diesen Personen weg, jedoch oftmals zunächst auf ihnen ähnliche Personen gelenkt: „Die Objektwahl der Pubertätszeit muss auf die infantilen Objekte verzichten und als sinnliche Strömung von neuem beginnen.“ Weitergehende soziale Sexualhemmnisse zeigen sich zum Beispiel darin, dass Jugendliche für (für sie) unerreichbare Personen schwärmen. Diese Schwärmerei ähnelt einem Verliebtsein. Erfüllung und Leben der Partnerschaft ist jedoch nicht erstrebt und so äußert sich diese „Verliebtheit“ zum Beispiel in der Verehrung von fernen Popstars oder Filmschauspielern.
Teilweise geschieht die Ablösung von den Eltern (→ Auflösung des Ödipuskonfliktes) nur mangelhaft. In diesen Fällen unterdrückt gemäß der psychoanalytischen Theorie die Person ihren Sexualtrieb und schafft es so, ihren Eltern weit über die Pubertät hinaus in Kinderliebe verbunden zu bleiben. Jedoch entstehen als negative Folgen davon oftmals Störungen in ihren partnerschaftlichen Beziehungen.

### Die Frühreife
„Ein solches Moment ist die spontane sexuelle Frühreife, die wenigstens in der Ätiologie der Neurosen mit Sicherheit nachweisbar ist, wenngleich sie so wenig wie andere Momente für sich allein zur Verursachung hinreicht. Sie äußert sich in Durchbrechung, Verkürzung oder Aufhebung der infantilen Latenzzeit und wird zur Ursache von Störungen, indem sie Sexualäußerungen veranlaßt, die einerseits wegen des unfertigen Zustandes der Sexualhemmungen, andererseits infolge des unentwickelten Genitalsystems nur den Charakter von Perversionen an sich tragen können. Diese Perversionsneigungen mögen sich nun als solche erhalten oder nach eingetretenen Verdrängungen zu Triebkräften neurotischer Symptome werden; auf alle Fälle erschwert die sexuelle Frühreife die wünschenswerte spätere Beherrschung des Sexualtriebes durch die höheren seelischen Instanzen und steigert den zwangartigen Charakter, den die psychischen Vertretungen des Triebes ohnedies in Anspruch nehmen. Die sexuelle Frühreife geht häufig vorzeitiger intellektueller Entwicklung parallel; als solche findet sie sich in der Kindheitsgeschichte der bedeutendsten und leistungsfähigsten Individuen; sie scheint dann nicht ebenso pathogen zu wirken, wie wenn sie isoliert auftritt.“

## Kritik am Modell von Freud
Carl Gustav Jung und seine Schüler setzten sich vom sexualgenetischen Ansatz Freuds ab. Der Jung-Schüler Erich Neumann bezeichnete die uroborische Phase als Urbeziehung des Kindes zur Mutter und Grundlage der weiteren Entwicklung. Freuds Kennzeichnung des primären Narzissmus (Autoerotik, Magisches Bewusstsein und Allmacht) sei, so Neumann, irreführend.
Durch das Konzept der Anaklise hat die Theorie der oralen Phase eine kritische Ergänzung erhalten. Im Zusammenhang mit dem einfachen Kontaktbedürfnis des Kindes erscheint die Bezeichnung der sexuellen Energie (Libido) bzw. der oralen Sexualität oder auch der infantilen Sexualität als zu hoch gegriffen.
Aus seinen klinischen Erfahrungen gelangte Wilhelm Reich zu der Auffassung, dass jede psychische Erkrankung mit einer Störung der sexuellen Erlebnisfähigkeit einhergehe, worüber im Rahmen der Psychoanalyse bis dahin kaum geforscht worden war.
Die Psychologin Alice Miller begann in den 1980er Jahren, die Psychoanalyse dafür zu kritisieren, dass sie durch „Verleugnung der konkreten Fakten mit Hilfe von abstrakten, verbrämenden Konstruktionen“ die Aufdeckung und Verarbeitung von tatsächlichem Kindesmissbrauch in der Kindheit von Patienten verdeckt und behindert.
Karen Horney hat Freuds Begrifflichkeit und seine Vorstellungen an vielen Stellen völlig überarbeitet und ist zu einer andersartigen Sichtweise der gekommen. Horneys allererste und persönlichste Kritik an der Lehre Freuds entzündete sich am Penisneid; die Libido-Theorie (Existenz einer ungerichteten Sexualenergie) kritisiert Horney u. a., weil unterschiedslos alle Lustempfindungen und -wünsche beim Menschen dem Sexualtrieb zugeordnet würden, ohne dass diese Annahme ausreichend bewiesen werden könne. Sie erkennt zum Beispiel den Ausdruck von Lust beim Säugling nach dem Gestilltwerden an, aber nicht den Ausdruck von Sexualität dabei. Deshalb ist die Libido-Theorie für sie unbewiesen. Die Theorie des Ödipuskonflikts lehnt sie ebenfalls ab.
Auch Erich Fromm interpretiert den Ödipusmythos abweichend von Freud. Er versteht ihn nicht primär als Symbol sexueller Wünsche des Sohnes gegenüber der Mutter. Vielmehr sei der Ödipusmythos ein Symbol der Rebellion des Sohnes gegen die Autorität des Vaters in einer patriarchalen Gesellschaft.
Der Psychoanalytiker Jeffrey Masson kam nach Beschäftigung mit Freuds Korrespondenz zu dem Urteil, dass Freud sich von seiner ursprünglichen, gesellschaftlich hochexplosiven Verführungstheorie, nach der psychische Störungen auf tatsächlichem Missbrauch in der Kindheit basierten, abwendete, weil sie gesellschaftlich nicht akzeptiert würde. Stattdessen tat er sie dann „zu einem Phantasieprodukt seiner PatientInnen“ ab, die er mit „mythologischen Phantastereien […] (Beispiel Ödipuskomplex)“ zu erklären versuchte. Dies sei dafür verantwortlich, dass die Missbrauchsopfer zweifach bestraft sind, zum einen durch die Tat selbst, und zum anderen dadurch, dass sie von den behandelnden Psychoanalytikern nicht ernst genommen würden.

## Weiterentwicklung des Phasenmodells
Karl Abraham hat Sigmund Freuds psychosexuelle Entwicklungstheorie um zusätzliche (Sub-)Phasen ergänzt:
1. Frühere orale (Sauge-)Stufe: Autoerotismus; objektlos; vor-ambivalent
2. Spätere orale (kannibalistische) Stufe: Narzissmus; Totaleinverleibung des Objekts
3. Frühere anal-sadistische Stufe: Partialliebe mit Einverleibung
4. Spätere anal-sadistische Stufe: Partialliebe
5. Frühe genitale (phallische) Stufe: Objektliebe mit Genitalausschluss
6. Endgültige genitale Stufe: Objektliebe; nach-ambivalent